# ワルテル・フェルナンド・ペレス
ワルテル・フェルナンド・ペレス（Walter Fernando Pérez、1975年1月31日 - ）は、アルゼンチンの自転車競技選手。ミドルネームを抜いたワルテル・ペレスと略して表記されることも多い。
フアン・エステバン・クルチェトとコンビを組んで、2004年の世界選手権、2008年の北京オリンピックのマディソンで優勝を果たした。
この他、2005年のパンアメリカン選手権・マディソン、2007年のトリノ6日間レースでも、クルチェトと組んで優勝している。